# Epomanduodurum
Epomanduodurum era una città gallo-romana che corrisponde alla moderna città di Mandeure, nel Doubs. In epoca romana, Epomanduodurum fu uno dei maggiori centri urbani della Germania superiore. Costruita a cavallo di un importante crocevia, la città raggiunse il suo apice durante il I secolo. I resti di questo periodo, il più visibile dei quali è il teatro antico, testimoniano l'importanza e la complessità dell'antico sito. 
Le varie campagne di scavo effettuate a partire dal XVI secolo hanno riportato alla luce importanti resti, alcuni dei quali risalgono al periodo di dominazione dei Galli e testimoniano un'ininterrotta presenza umana sul sito.

## Storia

### Occupazione da parte dei Galli
Tracce della presenza gallica sono attestate a partire dal II secolo a.C., anche se non è stata trovata alcuna prova dell'esistenza di un oppidum. Di questo periodo, sono stati ritrovati diversi oggetti rituali in una necropoli del II secolo a.C. nella vicina città di Mathay.

### La città gallo-romana
In epoca romana, Epomanduodurum fu un importante insediamento del popolo dei Sequani, il secondo per importanza dopo Vesontio, che si trova ad una trentina di miglia di distanza. L'agglomerato si trovava all'incrocio di due importanti assi di comunicazione (la strada da Lione a Kembs e la strada di Vesontio che attraversa gli altipiani fino a Basilea) e approfittava dell'asse fluviale sul Doubs, che non poteva spingersi più a monte di Epomanduodurum. È menzionata anche nell'Itinerarium Antonini. Dell'abitato antico rimangono molte vestigia: il teatro addossato alla collina (il più grande della Gallia), le terme, abitazioni. Alla fine III secolo, la città perse in dimensioni e vennero erette delle fortificazioni.

### Occupazione dall'Alto Medioevo ai giorni nostri
Dopo il declino della città, il sito continuò ad essere occupato e viene menzionata nel VIII secolo come "Mandroda" o "Mandorum", un castrum che occupava il sito dell'antico agglomerato e che conferma quindi un'occupazione ininterrotta dall'epoca gallica ai giorni nostri.

## Pianificazione urbana

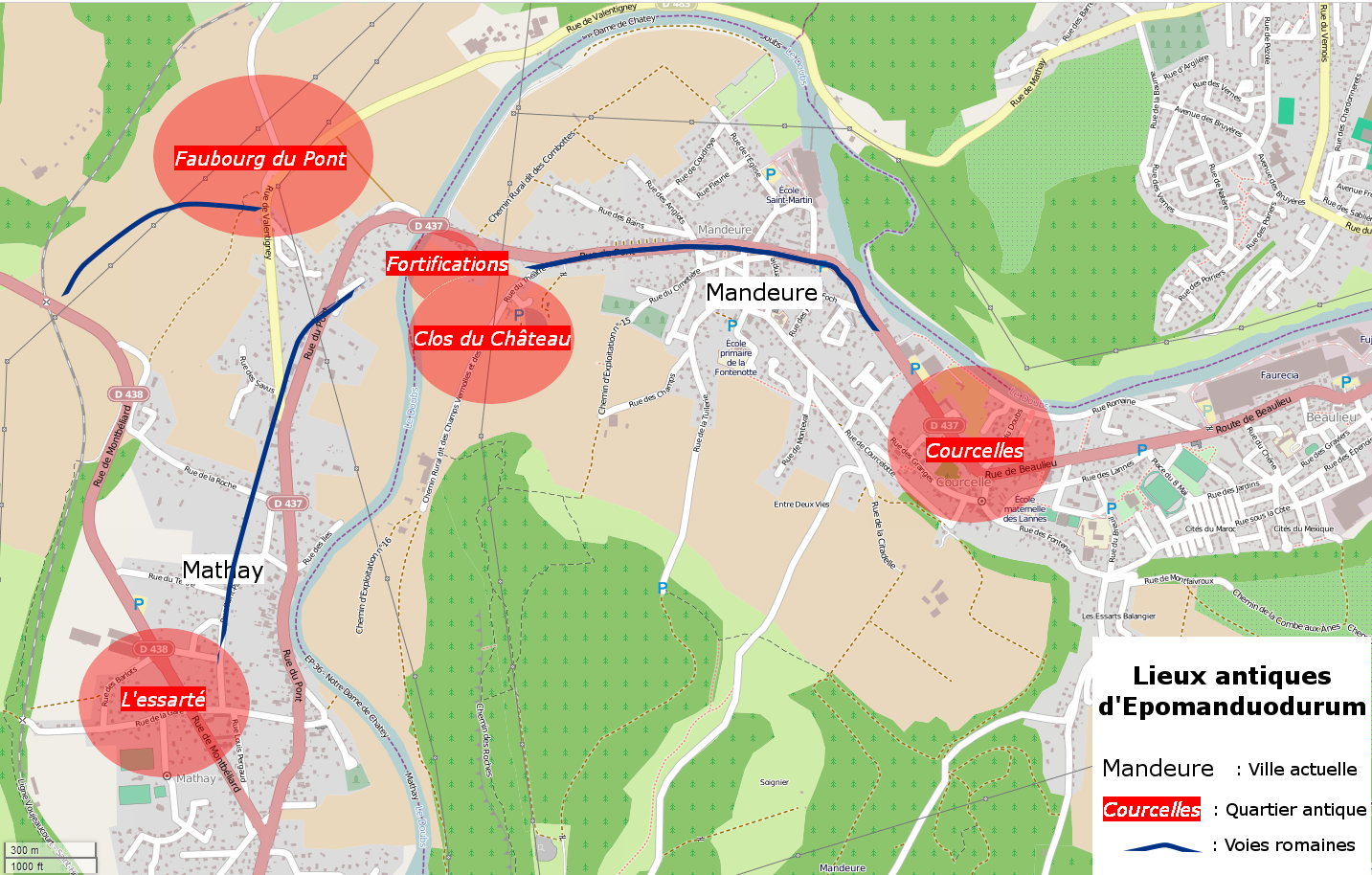
Localizzazione degli antichi monumenti di Epomandodurum

### Periodo gallico
Già presente in epoca gallica, la città era una grande città. Aveva un habitat sparso, uno spazio funerario e di un santuario. Si trovava su un asse di penetrazione del Giura, fondamentale durante l'età dei metalli per gli scambi con le popolazioni degli altipiani attraverso l'alta valle del Doubs. In quest'epoca, la città gallica si presentava come una "città di pianura" e non sotto forma di oppidum.

### Periodo gallo-romano
I vari scavi rivelano una superficie urbana massima di circa 435 ettari, delimitata ad ovest dalla località denominata Essarté e ad est dal settore di Courcelles. Fino XIX secolo, le strade urbane di Mandeure ripercorrevano grossolanamente l'antica rete urbana. I tre assi principali della città antica convergevano verso il guado sul Doubs. Le corsie di circolazione sulla riva destra seguono il rilievo, per mancanza di spazio, e sono orientate parallelamente al fiume. Sulla riva sinistra del faubourg du pont e all'essarté, le strade seguono una griglia regolare, come in molte città romane.
La città si è sviluppata sulle due sponde del Doubs, attorno a un punto di passaggio del fiume. La riva destra comprendeva spazi funerari, abitazioni e il Clos du château, il complesso monumentale dove si trovavano il teatro e il santuario. Sulla riva sinistra, il Quartier du pont sembra fosse un quartiere artigianale.

## Gli scavi

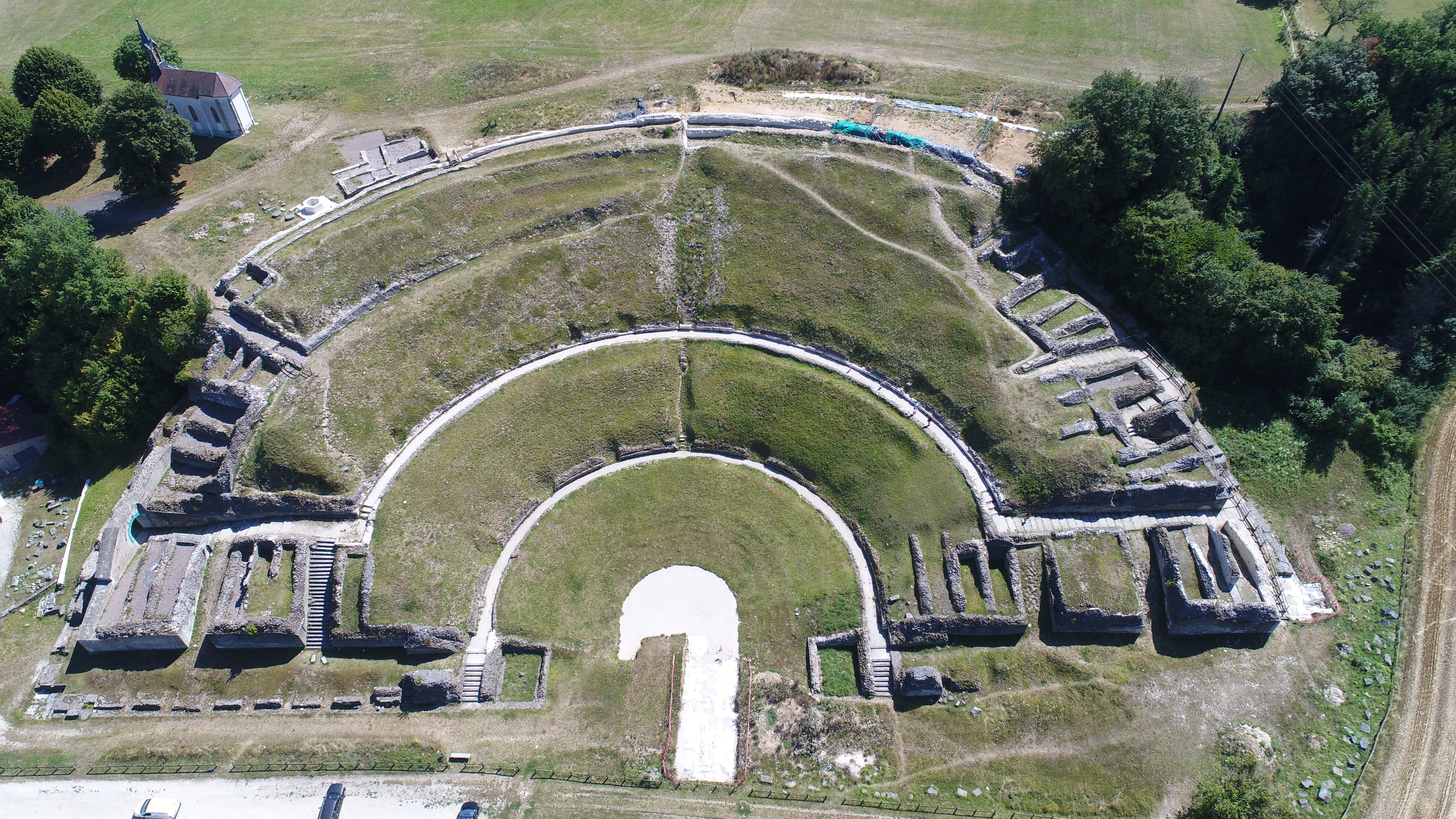
Vista aerea del teatro romano di Mandeure

Gli archeologi iniziarono ad interessarsi all'insediamento romano in epoca moderna, tra il XVI e il XVI secolo. Vi lavorarono in particolare Jean Bauhin, Heinrich Schickhardt e Jean-Jacques Chifflet. Gli scavi continuarono tra il 1783 e il 1785 sotto la guida di Léonard Parrot, la cui opera verrà ripresa da Charles Duvernoy. Gli scavi continuano durante la Restaurazione, mentre viene messo in atto un quadro giuridico di protezione, sotto la guida di Frédéric Morel-Macler, assistito da Prosper Mérimée che censirà il sito. Le interpretazioni di questi studi dell'epoca sono in discussione. Nel XIX secolo, nel sito del Clos du château, il recupero di materiali da costruzione ha lanciato delle campagne di scavo con metodo scientifico realizzate da Duvernoy e L'Épée. Fu solo nel 1933 che H. Koethe identificò tutti i resti come appartenenti ad un santuario gallo-romano.
Con la prima guerra mondiale, gli scavi si interruppero e ripresero solo negli anni 1950 e fino agli anni 1980.